# Втори йерусалимски храм
Втори Йерусалимски храм се нарича реставрация на Йерусалимския храм (Соломоновия храм), разрушен от армията на Навуходоносор II, владетел на Нововавилонското царство, през 586 г. пр.н.е. Той е построен през 515 г. пр. Хр., след завръщането на евреите от Вавилонския плен.  През 19 г. пр.н.е. Ирод Велики дава началото на работите по разширяване и преустройство на Втория храм, поради което впоследствие той е наричан и Храмът на Ирод.
Периодът на съществуване на Втория храм е наричан Зугот, тъй като за него е характерно духовното лидерство на пет двойки („зугот“) религиозни учители. През този период Храмът е културен и духовен център на юдаизма и място за извършване на ритуалните жертвоприношения. Вторият Йерусалимски храм е разрушен през 70 г. от военачалника Тит, син на тогавашния римски император Веспасиан, след успешната за него Обсада на Йерусалим от 70 г.

## Построяване на Втория храм
Веднага след завръщането си от Вавилонския плен, юдеите, под ръководството на назначения за управник на Юдея Зоровавел, се залавят с възстановяването на разрушените и опустели 70 години по-рано Йерусалим и Юдея. Обаче Вторият храм не е можело да бъде построен със същия разкош както предишния – Соломоновия храм. Освен това някои от елементите на Соломоновия храм към този момент са вече загубени или разрушени и тяхната замяна била невъзможна. Сред тях са Ковчегът на завета, Урим и Тумим, свещеното олио, свещения огън, скрижалите с Десетте Божи заповеди, манната небесна.

Завърналите се в Юдея изгнаници са движени от силни религиозни чувства и желаели да възстановят възможно най-скоро мястото за преклонение, възстановявайки по този начин и традицията на жертвените ритуали. Божият храм бива издигнат точно на мястото на предишния храм. През 535 г. пр.н.е. основите на Храма са завършени. Храмът е завършен изцяло и готов да бъде осветен през пролетта на 515 г. пр.н.е., повече от 20 години след завръщането от Вавилония. Във Втория храм, за разлика от Първия храм, имало малък външен двор, който можел да бъде използван от прозелитите (хората, почитащи Бога, но неподчинени на юдейските закони) за молитва.

## Събития от Зугот
Към 19 г. пр.н.е. Ирод Велики дава началото на работи по възобновяване и разширяване на Втория храм. Работата по Храма продължава и при други владетели от династията на Иродиадите и приключва през 64 г., само шест години преди да бъде отново разрушен (70 г.). През 66 г. юдейското население въстава (Първа юдейско-римска война) срещу Римската империя, в хода на разгрома му римските легиони, под командването на Тит, завладяват Йерусалим и го опустошават, включително сривайки Храма. Това тъжно събитие от юдейската история се отбелязва всяка година през деветия ден от еврейския месец ав с деня Тиша бе Ав.